# Wild Turkey

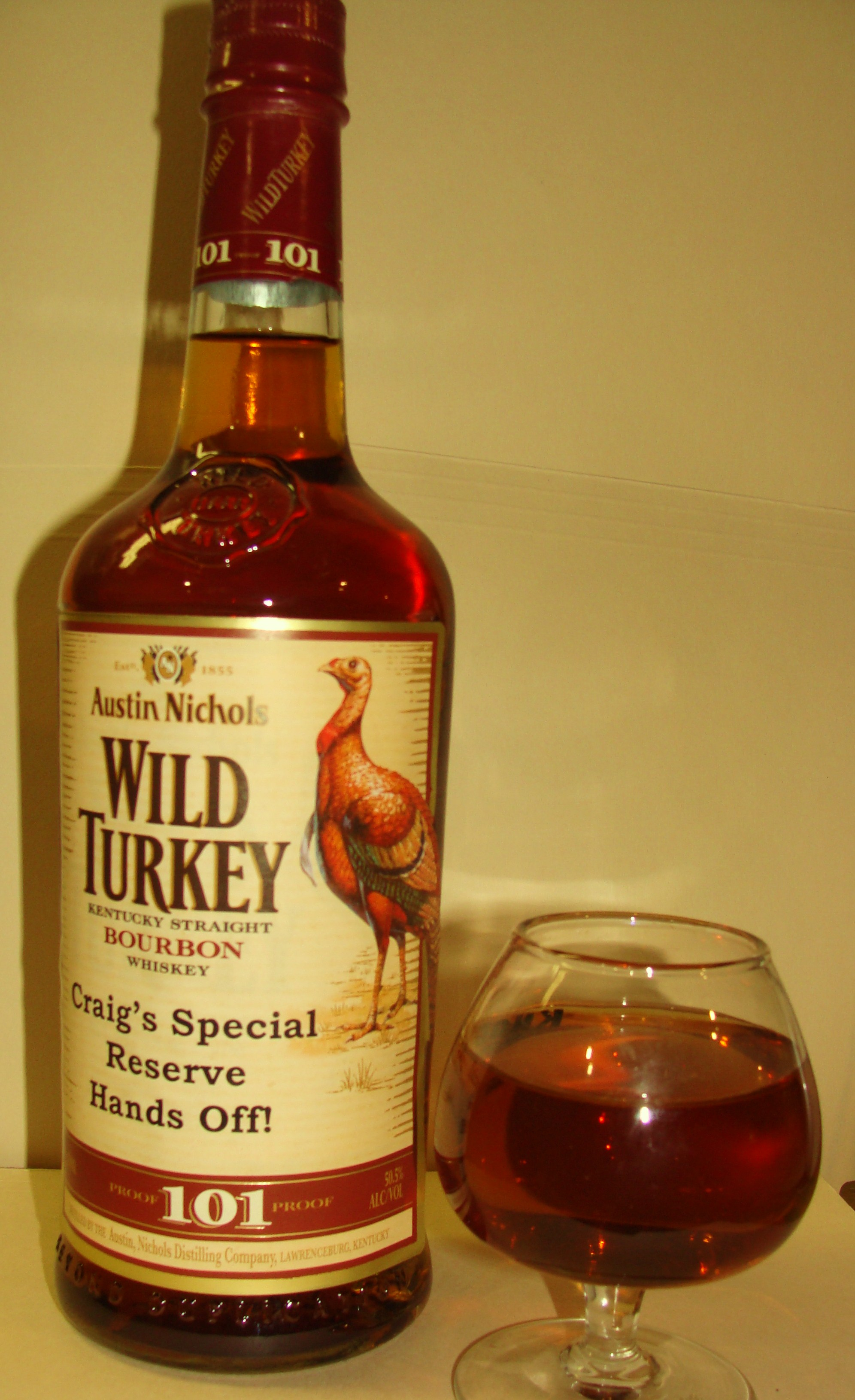
Wild Turkey

Wild Turkey (englisch; „Wilder Truthahn“, ein Nationalsymbol der USA) ist ein in der Wild-Turkey-Destillery in Lawrenceburg, Kentucky produzierter US-amerikanischer Kentucky Straight Bourbon von Austin Nichols. Die Marke existiert seit 1941 und gehört seit 2009 zu Davide Campari-Milano.

## Geschichte
Im Jahr 1855 hatte John Ripy in Kentucky eine Brennerei eröffnet. 1869 wurde die Ripy Distillery auf dem heute als „Wild Turkey Hill“ bekannten Hügel über einer Schlucht des Kentucky Rivers Lawrenceburg, Kentucky gegründet. Die Destillerie wurde 1919 wegen der Prohibition vorübergehend geschlossen; 1933 wurde sie schließlich wieder eröffnet und modernisiert. 1940 brachte Thomas McCarthy, einer der Manager der Ripy Distillery, Whiskey der eigenen Firma zur Jagd auf Truthähne (englisch Wild Turkey) mit. Seinen Freunden schmeckte der Whiskey so gut, dass sie ihn im darauffolgenden Jahr baten, wieder etwas von dem „Wild Turkey“ Whiskey zur Truthahnjagd mitzubringen; daraufhin wurde der umgangssprachliche Name zum Markennamen.
1980 wurde die Firma Austin Nichols (später Grand Metropolitan; heute Diageo), mittlerweile Eigentümer der Ripy Distillery, von Pernod Ricard übernommen. Der Whiskey Wild Turkey erhielt 1992 bei The International Wine and Spirit Competition eine Goldmedaille. Wie am 8. April 2009 bekannt gegeben wurde, sollen die Whiskey-Marke Wild Turkey, der Likör American Honey, die Destillerie in Kentucky und Bourbon-Vorräte bis zum 30. Juni 2009 für 575 Millionen Dollar an die Davide Campari-Milano S.p.A. verkauft werden.
2014 betrug der Umsatz (USA) 20,8 Millionen US-Dollar, was dem 18. Rang im Whiskeybereich entspricht. Der Marktanteil nach Flaschen (USA) betrug 0,8 Prozent.

## Sorten
- Wild Turkey 81 Proof (40,5 % Alkohol)
- Wild Turkey 86.8 Proof (43,4 % Alkohol)
- Wild Turkey 101 Proof (50,5 % Alkohol)
- Wild Turkey 101 Proof - 8 years old (50,5 % Alkohol)
- Wild Turkey Rare Breed (54,1 % Alkohol)
- Wild Turkey Russel’s Reserve (45 % Alkohol)
- Wild Turkey Kentucky Spirit (50,5 % Alkohol)
- Wild Turkey Rye (50,5 % Alkohol): Die Maische enthält mindestens 51 % Roggen, es handelt sich also um einen Rye Whiskey
- Wild Turkey Liquor (30 % Alkohol): Likör auf Basis des Wild Turkey Bourbon
- Wild Turkey American Honey (35,5 % Alkohol): Likör auf Basis des Wild Turkey Bourbon
- außerdem die Mischgetränke Wild Turkey & Cola und Wild Turkey & Dry